# Amélie Louise d'Arenberg
Amélie Louise d'Arenberg, princesse d'Arenberg, est née le 10 avril 1789 à Bruxelles, et est décédée le 4 avril 1823 à Bamberg. Elle devint duchesse en Bavière par son mariage en 1807.

## Biographie

### Naissance
Issue de la maison d'Arenberg, elle est la fille du prince Louis-Marie d'Arenberg (benjamin des quatre fils de Charles Marie Raymond d'Arenberg, 4e duc d'Arenberg et du Saint-Empire, 10e duc d'Aerschot) et de Marie-Adélaïde de Mailly-Nesle-Rubempré. Sa mère, issue de la haute noblesse française, meurt quelques mois après sa naissance. Son père meurt en 1795.
Par sa mère, elle est l'arrière-petite-fille d'Emmanuel Dieudonné de Hautefort, qui fut ambassadeur du roi de France près la cour d'Autriche, et celle de Louis de Mailly, marquis de Nesle.

### Mariage et descendance
Amélie Louise d'Arenberg épouse à Bruxelles le 26 mai 1807 Pie Auguste de Wittelsbach, duc en Bavière (Landshut, 1er août 1786 - Bayreuth, 3 août 1837), fils de Guillaume en Bavière, 1er duc en Bavière, et de Marie Anne de Deux-Ponts Birkenfeld. 
Le couple se retire à Bamberg où naîtra leur unique enfant, Maximilien en Bavière (1808-1888). En 1810, Napoléon annexe une partie du duché donnant le reste au Royaume de Westphalie.
L'année suivante sa belle-sœur, la duchesse Marie-Élisabeth en Bavière, épouse le prince souverain de Neuchâtel, à savoir le maréchal d'Empire Berthier qui se distinguera à la bataille de Wagram l'année suivante, représentera à Vienne l'empereur des Français Napoléon Ier lors de son mariage par procuration avec l'archiduchesse Marie-Louise d'Autriche et se suicidera en se défenestrant en 1815. Le duché d'Arenberg est médiatisé en 1810.
L'union du duc et de la duchesse en Bavière est marquée par les conflits. Le duc Pie-Auguste est un homme colérique qui peut se révéler violent. En 1817, la duchesse envoie son fils à Munich près de son oncle le roi Maximilien Ier de Bavière. Elle ne le reverra que deux fois, d'abord en 1820 puis en 1823. Elle meurt peu après ce second voyage. Le duc, enfermé dans sa misanthropie, vit de plus en plus solitaire. 
En 1828, leur fils épouse Ludovica de Bavière (1808-1892), une des sœurs cadettes du roi Louis Ier de Bavière, d'où une nombreuse descendance. 
Le duc Pie-Auguste meurt peu après son père, en 1837.
Amélie Louise d'Arenberg est la grand-mère de Élisabeth de Wittelsbach (Sissi) mais aussi l'arrière-grand-mère de la reine Élisabeth des Belges, apportant à la dynastie de Belgique une ascendance belge.